# Heichelheim
Heichelheim is een plaats en voormalige gemeente in de Duitse deelstaat Thüringen, en maakt deel uit van de Landkreis Weimarer Land.
Heichelheim telt  inwoners.

## Geschiedenis
De gemeente maakte deel uit van de Verwaltungsgemeinschaft Nordkreis Weimar tot deze op 1 januari 2019 werd opgeheven en Heichelheim werd opgenomen in de op die dag gevormde gemeente Am Ettersberg.
Berlstedt · Buttelstedt · Großobringen · Heichelheim · Hottelstedt · Kleinobringen · Krautheim · Ramsla · Sachsenhausen · Schwerstedt · Vippachedelhausen · Wohlsborn